# Älpelekopf
L'Älpelekopf (ou Aelpelekopf) est une montagne culminant à 2 024 m d'altitude dans les Alpes d'Allgäu.

## Géographie
Elle se trouve au nord-est du Lahnerkopf. Son versant nord est constitué d'une pente herbue très abrupte donnant sur le Schrecksee.
Aucun sentier balisé ne mène au Älpelekopf. Il peut être atteint à la suite du Lahnerkopf ou par le sud-ouest de la vallée d'Erzberg.